# Cétologie

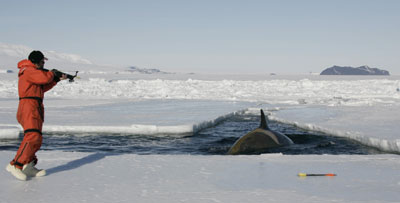
Tir d'un dard pour opérer une biopsie sur une orque.

La cétologie est la branche de la zoologie qui s'occupe des cétacés, c'est-à-dire par exemple des baleines, des dauphins, des cachalots, des marsouins, des orques. Les sujets étudiés sont nombreux, les cétologues cherchent notamment à comprendre l'évolution des cétacés, la distribution, la morphologie, les comportements de groupe ou individuels de la communauté.

## Étymologie
Le terme cétologie a été construit à partir des deux racines de grec ancien κῆτος kētos pour « grand poisson » et du suffixe -λογία, -logie.

## Histoire de cette science
La première étude systématique connue des cétacés date de l’Historia animalium, une œuvre d'Aristote. Les méthodes mises en œuvre par ce savant sont remarquables. Par exemple, celui-ci a pris soin d'inventorier individuellement des cétacés pris dans les filets des pêcheurs de la mer Égée en faisant des marques sur les nageoires dorsales. Il a pu par exemple déterminer que ce sont des mammifères, faire la distinction entre les baleines à fanons et les cétacés à dents, distinction toujours valide aujourd'hui, déterminer l'âge de certains spécimens, etc.
Toutes ces connaissances ont été perdues en Europe jusqu'à leur redécouverte au cours de la Renaissance, les Européens ne faisait que poursuivre l'erreur de Pline l'Ancien qui n'a pas suivi Aristote et qui les décrivait comme des poissons. C'est au travers de textes venant des pays scandinaves et d'Islande que les découvertes d'Aristote sont réapparues au XIIIe siècle. Un de ces textes les plus célèbres est le Speculum Regale. Ce codex décrit les monstres marins, tueurs d'hommes et souvent féroces, qui vivaient autour de l'Islande. Certaines espèces décrites sont faciles à identifier comme les cachalots ou les narvals, d'autres au contraire, restent non déterminées précisément car les descriptions sont plus ou moins fantaisistes. Des « orques » y sont décrits comme des loups, ce qui est plus ou moins fondé au vu des techniques de chasses en meute décrites dans l'ouvrage si ce sont des orques, mais l'affirmation que leur denture est de ce fait similaire au loup est beaucoup plus discutable. Certaines espèces sont perçues comme utiles comme les baleines à fanon repoussant les bancs de harengs vers les côtes.
Les connaissances des ouvrages zoologiques de cette époque s'appuyaient sur plusieurs sources, d'une part les mythes, d'autre part les observations en mer et l'étude des cadavres. Mais ces connaissances sort peu du milieu des baleiniers, même si des fins observateurs comme Pierre Belon ou Guillaume Rondelet les classaient parmi les mammifères en raison de la présence de poumons ou d'un utérus. La plupart des auteurs de l'époque persistaient à les classer parmi les poissons. Les connaissances sur les comportements sociaux sont réduites au minimum, en revanche les connaissances sur les routes de migration sont plus précises du fait de l'extension des zones humaine de chasse.
Au XVIIIe siècle, les connaissances anatomiques ont progressé et le père de la classification scientifique Carl von Linné classe bien les cétacés parmi les mammifères. Les imminents scientifiques de l'époque comme Georges Cuvier commence à examiner avec attention l'anatomie de ces animaux. La question de leur origine et de leur évolution fait rapidement surface.
Les instituts d'observation des mers naissent à la fin du XIXe siècle comme le Musée océanographique de Monaco. Des préoccupations concernant les stocks apparaissent.
Courant des années 1960, des delphinariums apparaissent. Les scientifiques commencent à étudier les vocalisations des cétacés. Il faut attendre les années 1970 pour que des techniques de reconnaissance d'individus révolutionnent l'étude des cétacés.